# Annie Corley
Annie Corley (* 1960 in Lafayette, Indiana) ist eine US-amerikanische Schauspielerin, die seit 1990 in einer Vielzahl von Filmen und Fernsehserien mitgewirkt hat.

## Leben
Die Absolventin der DePauw University in Indiana hatte ihre erste Filmrolle in Malcolm X. Eine ihrer bekanntesten Rollen bisher spielte sie als Tochter von Francesca Johnson (Meryl Streep) in dem Filmdrama Die Brücken am Fluß (1995) von Clint Eastwood. Anschließend spielte sie in weiteren für die Oscars nominierten Filmproduktionen wie Gottes Werk & Teufels Beitrag, Seabiscuit – Mit dem Willen zum Erfolg, 21 Gramm und Monster mit. Sie hatte eine Nebenrolle in The Lucky Ones, im Jahr 2009 folgten weitere Auftritte in Crazy Heart und Gesetz der Rache.
Im Fernsehen übernahm Corley Gastauftritte in The Closer, New York Cops – NYPD Blue, als Mutter von Zachary Quinto in Ein Hauch von Himmel, als christlich-konservative Kommentatorin Mary Marsh in The West Wing – Im Zentrum der Macht, Without a Trace – Spurlos verschwunden, Mord ist ihr Hobby, CSI: Den Tätern auf der Spur und Practice – Die Anwälte. Von 2011 bis 2014 spielte sie in der Serie  The Killing in 18 Folgen die Rolle der Regi Darnell.

## Filmografie
- 1990: Monsters (Fernsehserie, eine Folge)
- 1990, 2005: Law & Order (Fernsehserie, zwei Folgen)
- 1992: Spiel der Patrioten (The President's Child, Fernsehfilm)
- 1992: Malcolm X
- 1993: L.A. Law – Staranwälte, Tricks, Prozesse (L.A. Law, Fernsehserie, eine Folge)
- 1993: Stephen Kings Tommyknockers (Miniserie)
- 1993: Harrys Nest (Empty Nest, Fernsehserie, eine Folge)
- 1994: Unschuldig hinter Gittern (Pointman, Fernsehfilm)
- 1994: Children of the Dark – Kinder der Dunkelheit (Children of the Dark, Fernsehfilm)
- 1994: Und die Zeit heilt alle Wunden (A Time to Heal, Fernsehfilm)
- 1994: Von Eifersucht besessen (Beyond Betrayal, Fernsehfilm)
- 1995: Mord ist ihr Hobby (Murder, She Wrote, Fernsehserie, Folge 11x15: Doppelter Mord)
- 1995: Pointman (Fernsehserie, eine Folge)
- 1995: Die Brücken am Fluß (The Bridges of Madison County)
- 1996: Box of Moonlight
- 1997: Free Willy 3 – Die Rettung (Free Willy 3: The Rescue)
- 1997: New York Cops – NYPD Blue (NYPD Blue, Fernsehserie, zwei Folgen)
- 1998: In guten wie in schlechten Tagen (To Have & to Hold, Fernsehserie, eine Folge)
- 1997, 1999: Practice – Die Anwälte (The Practice, Fernsehserie, zwei Folgen)
- 1999: Last Chance
- 1999: Die Wilden 60er (The '60s, Fernsehfilm)
- 1999: Gottes Werk & Teufels Beitrag (The Cider House Rules)
- 1999–2000: The West Wing – Im Zentrum der Macht (The West Wing, Fernsehserie, zwei Folgen)
- 2000: Ein Apartment zum Verlieben (If You Only Knew)
- 2000: Here on Earth
- 2000: Forever Lulu
- 2001: Strong Medicine: Zwei Ärztinnen wie Feuer und Eis (Strong Medicine, Fernsehserie, eine Folge)
- 2001: The Agency – Im Fadenkreuz der C.I.A. (The Agency, Fernsehserie, eine Folge)
- 2001: Ein Hauch von Himmel (Touched By An Angel, Fernsehserie, eine Folge)
- 2002: Juwanna Mann
- 2002: The Pennsylvania Miners’ Story (Fernsehfilm)
- 2003: Seabiscuit – Mit dem Willen zum Erfolg (Seabiscuit)
- 2003: 21 Gramm
- 2003: Monster
- 2004: Without a Trace – Spurlos verschwunden (Without a Trace, Fernsehserie, eine Folge)
- 2004: Navy CIS (NCIS, Fernsehserie, eine Folge)
- 2005: CSI: Den Tätern auf der Spur (CSI: Crime Scene Investigation, Fernsehserie, eine Folge)
- 2006: Crossing Jordan – Pathologin mit Profil (Crossing Jordan, Fernsehserie, eine Folge)
- 2006: Rebell in Turnschuhen (Stick It)
- 2008: The Lucky Ones
- 2009: Der göttliche Mister Faber (Arlen Faber)
- 2009: The Closer (Fernsehserie, eine Folge)
- 2009: Gesetz der Rache (Law Abiding Citizen)
- 2009: Crazy Heart
- 2010: CSI: Miami (Fernsehserie, eine Folge)
- 2010: Faster
- 2011–2014: The Killing (Fernsehserie, 18 Folgen)
- 2012: Blue-Eyed Butcher (Fernsehfilm)
- 2017: Law & Order: New York (Fernsehserie, eine Folge)